# Vachtang I
Vachtang I Gorgasali (Georgisch:ვახტანგ I გორგასალი) (c. 439 of 443 - 502 of 522) was koning van Iberië, bekend als Kartli (huidige Georgië), in de tweede helft van de 5de eeuw en de eerste kwart van de 6de eeuw. Hij behoorde tot de Chosroïden dynastie. Gorgasali is een geuzennaam met een Iraanse betekenis van "wolfshoofd". Hij sloot een noodlottig bondgenootschap met het Oost-Romeinse Rijk dat een langdurige strijd opleverde tegen de Iraanse Sassaniden onder Kavad I, die eindigde met de nederlaag van Vachtang en de verzwakking van het Koninkrijk. Traditiegetrouw schrijft men hem de stichting van Tbilisi toe, wat geëerd wordt met een standbeeld en een plein in het centrum van de stad.

## Familie
Volgens het Leven van Vakhhtang Gorgasali (achtste of elfde eeuw) was hij de zoon van koning Mihrdates V en de tot het christendom bekeerde, Perzische Sagdukht. Op 19-jarige leeftijd huwde hij Balendukht, 'dochter' van de Grote Koning Hormizd (blijkbaar Hormazd III). Later trouwde hij met Helena, 'dochter' (of verwante) van de Byzantijnse keizer Zeno. Hij had drie zonen: Datsji, Leon en Mihrdat.

## Referentie
- (en)  Procopius. History of the Wars, I.12. Gurgenes can be identified with Vakhtang I Gorgasali of the Georgian sources

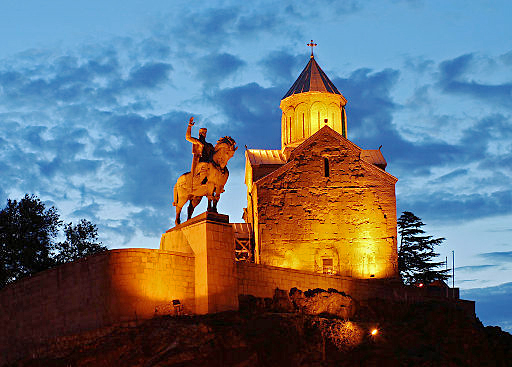
Vachtang I voor de Metekhi-kerk in Tbilisi